# Tatiana Bilbao
Tatiana Bilbao (México, D. F., 1972) es una arquitecta y académica mexicana. Antes de fundar su firma, Tatiana Bilbao era Asesora en la Secretaría de Desarrollo Urbano y Vivienda del Gobierno de la Ciudad de México, durante este periodo formó parte de la Dirección General de Desarrollo del Consejo Asesor para el Desarrollo Urbano de la Ciudad.
Tiene proyectos en China, Francia,Estados Unidos, México, Guatemala, entre otros. Algunos de sus proyectos más representativos se encuentran: el Jardín Botánico de Culiacán, Sinaloa, la sala de exhibiciones de un parque ubicado en Jinhua, China y un prototipo de vivienda social sustentable de 62 m² con capacidad de duplicarse con un costo de 120 mil pesos mexicanos que fue presentado en la Bienal de Arquitectura de Chicago en 2015 y que originalmente se había proyectado en Chiapas, México.  
La obra de Bilbao ha sido reconocida con el Kunstpreis Berlín en 2012, fue nombrado en 2010 como Voz emergente por la Liga de Arquitectura de Nueva York, el Premio Global a la Arquitectura Sostenible por la Fundación LOCUS en 2014, y el Premio de Impacto 2017 a los Homenajeados por Premios ArchitzierA +, junto con el Tau Sigma Delta Gold Medal del 2020, el Marcus Prize Award 2019 y el más reciente, el Miller Prize en Columbus Indiana.  

## Biografía
Tatiana Bilbao nació en 1972 en la Ciudad de México en el seno de una familia de arquitectos: uno de sus abuelos fue un arquitecto notable en Bilbao, España, y se exilió tras la Guerra Civil. Sus padres son físicomatemáticos y fundadores del Colegio Bilbao, en el Distrito Federal. Estudió arquitectura en la Universidad Iberoamericana, de la cual se graduó en 1996. En 1998 obtiene mención honorífica por la carrera profesional y además reconocimiento a la mejor tesis del año.
Nieta del ministro español, Tomás Bilbao, su carrera siempre ha buscado la relación entre arquitectura y usos sociales, defendiendo una arquitectura con valores y preocupada por los más vulnerables.
En 1998 se desempeñó como Asesora en la Secretaría de Desarrollo Urbano y Vivienda del Gobierno del Distrito Federal. En 2000, cofundó la empresa Laboratorio de la Ciudad de México S.C. (LCM), junto con el arquitecto Fernando Romero, la cual duró 4 años hasta que se separaron por cuestiones ideológicas ante la globalización. Además de realizar diversos proyectos arquitectónicos, LCM era un laboratorio de ideas que trataba de impulsar el conocimiento de la cultura contemporánea en general organizando pláticas, conferencias, debates y exposiciones tanto de arquitectura como de otras prácticas afines, arte, música, teatro. 
Creó a su vez un taller de investigación denominado MX.DF, el cual trata de establecer y entender las relaciones que conforman la producción del espacio tanto público como privado en la Ciudad de México.
En 2005, ingresa como profesora de Diseño en la carrera de Arquitectura y Urbanismo de la Universidad Iberoamericana. En 2008 fue nombrada profesora invitada en la Universidad Andrés Bello, en Santiago de Chile. También ha sido profesora visitante en la Universidad de Rice, Universidad de Columbia, Universidad de Yale, Universidad de Harvard GSD, la Asociación AA en Londres, la Escuela de Artes Peter Behrens en Alemania entre otras.
En 2017 Bilbao curó, en colaboración con Gonzalo Ortega, la exposición Perspectivas:Tatiana Bilbao Estudio organizada por el Museo de Arte Contemporáneo (MARCO) de la ciudad de Monterrey, Nuevo León, donde se presentaron sus proyectos producidos en el periodo de 2004 a 2017. Esta muestra también se presentó en el Museo Amparo de Puebla un año después.
En 2019 el Museo Louisiana en Dinamarca presenta una exposición homónima sobre su obra dentro de la serie ‘’The Architect ́s Studio’’, esta muestra pertenece a  la segunda edición donde han participado arquitectos de renombre internacional mostrando su trayectoria arquitectónica.  En esta exposición se puede apreciar cómo la cultura y las tradiciones mexicanas juegan un papel esencial en su trabajo así como su compromiso con la arquitectura social y sostenible. Así mismo, se lleva una colaboración con el Museo Nacional de Arte de la Ciudad de México, MUNAL, y se presentarán obras de artistas como José María Velasco y el Dr. Atl.

## Estudio Tatiana Bilbao
En 2004, fundó la empresa Tatiana Bilbao S.C. El primer proyecto realizado en esta oficina fue la Sala de Exposiciones en Jinhua, proyecto encabezado y coordinado por el artista-arquitecto chino, Ai Weiwei, quien reunió a un equipo de jóvenes arquitectos de diferentes países para desarrollar un parque de gran extensión dividido en pabellones y situado en la costa del río Yiwu, cerca de Shanghái. Bilbao se encargó de diseñar la sala arriba mencionada, también conocida como «Espacio de Exposición».
En 2009 Catia Bilbao y David Vaner se hacen socios de su despacho, ambos responsables del área financiera y del taller respectivamente. En 2015 su oficina contaba con 31 integrantes y en 2017 con más de 40. 
El Estudio sigue creciendo y para 2017 Juan Pablo Benlliure ocupa el lugar de jefe de taller y se convierte en socio. Mientras que en 2020 se suman Mariano Castillo y Alba Cortés como socios del Estudio.
Tatiana Bilbao comenta que debido a "la poca apertura de los concursos públicos en el país [México] y la asignación directa de proyectos gubernamentales", la internacionalización de su firma ha sido una estrategia básica para su empresa, obteniendo proyectos en China, Estados Unidos y Europa, entre otros países.  
A finales del 2019, se empieza la construcción del nuevo Acuario de Mazatlán, el Centro de Investigación del Mar de Cortés, que forma parte del Parque Central de Mazatlán, diseñado también por el Estudio.  

## Premios y reconocimientos
- Premio Design Vanguard, por la revista Architectural Record, como uno de los 10 despachos jóvenes con mayor proyección, 2007.
- 1.ª Bienal de Paisaje, Primer Premio, Mejor Proyecto, Jardín Botánico de Culiacán, 2009.
- Best of the Best, Red Dot Award, Casa A en Ordos, Mongolia, agosto 2009.
- Emerging Voices 2010, por la Liga de Arquitectura de Nueva York, 2009.
- Finalista del concurso para el Conjunto de Artes Escénicas del Centro Cultural Universitario, en la Zona Metropolitana de Guadalajara, 2009.
- Obra del Año Premio CEMEX a La Ruta del Peregrino 2010.
- Empresario Emprendedor Endevor,de la Fundación Endevor, 2010.
- Adquisición de tres de sus proyectos para formar parte del acervo de la Colección de Arquitectura del Centre Georges Pompidou, en París, Francia, 2010.
- Elegida como una de las 30 promesas en los 30, listado donde figuran jóvenes emprendedoras/es de México, publicado por Revista Expansión, 2011.
- Premio al Joven Arquitecto del Año, por el Colegio de Arquitectos CAM-SAM, 2011.
- Premio Kunstpreis Berlin a la carrera, por Akademie der Künste, 2012.
- Premio Global de Arquitectura Sustentable 2014, en París Francia. Premio patrocinado por la Fundación Locus.[14][15]
- Architizer Impact Award, 2017.[11]
- Premio Arco Comunidad de Madrid para Jóvenes Artistas.[10]
- Homenaje ArpaFIL 2023
- Premio Mies Crown Hall Americas 2024 por el proyecto Centro de Investigación Mar de Cortés.[16]
- Beca del Instituto Americano de Arquitectos (AIA), 2025.[17]

## Obras y proyectos representativos
| Imagen | Año       | Obra                                                               | Localización                     | País      | Superficie |
| ------ | --------- | ------------------------------------------------------------------ | -------------------------------- | --------- | ---------- |
|        | 2023      | Centro de investigación del Mar de Cortés                          | Mazatlán, Sinaloa                | México    | 13000 m²   |
|        | 2023      | Tasting room de la Tequilera Casa Dragones                         | Miami                            | EEUU      |            |
|        | 2021      | Desarrollo residencial Bot.niqo                                    | Cumbay, Quito                    | Ecuador   |            |
|        | 2020      | Conjunto Residencial San Miguel Chapultepec                        | Ciudad de México                 | México    | 530 m²     |
|        | 2019      | Masterplan y Hotel Valle de Guadalupe                              | Ensenada, Baja California Norte  | México    | 13,434 m²  |
|        | 2019      | Prototipo de vivienda sustentable                                  | Chiapas                          | México    |            |
|        | 2018-2019 | Olive West Masterplan                                              | Olive West, San Luis, Misuri     | EEUU      | 20,000 m²  |
|        | 2017-2019 | Jardín Botánico de Culiacán (fase 5)                               | Sinaloa                          | México    |            |
|        | 2017-2019 | Acuario del Parque Central de Mazatlán                             | Mazatlán                         | Sinaloa   | 13,000 m²  |
|        | 2017-2018 | Reconstruir México                                                 | Ocuilan, Estado de México        | México    | 38 m²      |
|        | 2017-2018 | Reconstruir México                                                 | San Simón, Estado México         | México    | 68 m²      |
|        | 2016-2019 | ESTOA, Edificio de usos múltiples para la Universidad de Monterrey | Monterrey                        | México    | 77,000 m²  |
|        | 2016-2019 | Hunters Point Subestación                                          | San Francisco, California        | EEUU      | 7,400 m²   |
|        | 2016      | Los Terrenos                                                       | San Pedro Garza García           | México    |            |
|        | 2016      | Hunters Point Masterplan                                           | San Francisco, California        | EEUU      | 74,059 m²  |
|        | 2015      | Casa sorteo Tec                                                    | Monterrey                        | México    | 550 m²     |
|        | 2015      | Torre en Guatemala                                                 | Guatemala                        | Guatemala | 15,000 m²  |
|        | 2014-2019 | Museo Nacional Centro de Arte Contemporáneo de Castilla y León     | Arévalo                          | España    | 3,500 m²   |
|        | 2014-2018 | Casa del Parque                                                    | Guadalajara, Jalisco             | México    | 695 m²     |
|        | 2014-2015 | Solo House                                                         | Solo                             | España    | 300 m²     |
|        | 2014      | Proyecto del Museo Juan Soriano                                    | Cuernavaca, Morelos              | México    |            |
|        | 2013-2018 | Edificios de vivienda B3, B7 y B8                                  | Manzana A3, La Confluence, Lyon  | Francia   |            |
|        | 2013      | Pabellón Rufino Tamayo (Design Week México)                        | Ciudad de México                 | México    | 168 m²     |
|        | 2012      | Bioinnova                                                          | Culiacán Rosales                 | México    | 6,260 m²   |
|        | 2009-2012 | École Maternelle                                                   | Zapopan, Jalisco                 | México    | 2,468 m²   |
|        | 2009-2010 | Casa Ajijic                                                        | Lago de Chapala, Jalisco         | México    | 349 m²     |
|        | 2008-2012 | Parque Tecnológico BioInnova                                       | Tec de Monterrey campus Culiacán | México    | 3,873 m²   |
|        | 2008-2011 | Casa Ventura                                                       | Monterrey, Nuevo León            | México    | 1,230 m²   |
|        | 2008-2011 | Ermita de Tierra Colorada                                          | Ruta del Peregrino, Jalisco      | México    | 120 m²     |
|        | 2008-2010 | Casa A                                                             | Ordos 100, Ordos, Inner-Mongolia | China     | 1,000 m²   |
|        | 2008-2010 | Centro de Espectáculos en Irapuato                                 | Guanajuato                       | México    | 9,800 m²   |
|        | 2006-2011 | Funeraria Tangassi                                                 | San Luis Potosí                  | México    | 1,560 m²   |
|        | 2006      | Estudio Explanada                                                  | Ciudad de México                 | México    | 2430 m²    |
|        | 2004-2016 | Jardín Botánico de Culiacán (fases 1-4)                            | Sinaloa                          | México    |            |
|        | 2004-2006 | Sala de Exposiciones en Jinhua Architecture Park                   | Zheijiang                        | China     | 1,557 m²   |

## Investigación y Otros Proyectos
- Proyecto de investigación como becaria de la Graham Foundation, Twelve Archaeologies of Mexico City’s Housing at a Crossroads, 2016 - 2019
- Museografía para la Exposición Los Derechos de la Danza: Alexander Calder, Museo Jumex, Ciudad de México, marzo - junio de 2015
- Museografía para la Exposición Las Implicaciones de la Imagen, Galería Puebla, Puebla, México, octubre de 2009 - enero de 2010
- Museografía para la Exposición México expected/unexpected en Maision Rouge, París, Francia, octubre de 2008 - febrero de 2010
- Museografía para la Exposición YAG en La Planta, Guadalajara, Jalisco, noviembre de 2007 - marzo de 2008
- Participación en Stonemasonry in Context, workshop conducted by MIT, Cambridge University and ESTAM, B. Mallorca, Summer 2009